# Skočice
Skočice är en ort i Tjeckien.   Den ligger i regionen Södra Böhmen, i den centrala delen av landet, 100 km söder om huvudstaden Prag. Skočice ligger 455 meter över havet och antalet invånare är 189.
Terrängen runt Skočice är platt norrut, men söderut är den kuperad.Runt Skočice är det ganska tätbefolkat, med 120 invånare per kvadratkilometer. Närmaste större samhälle är Písek, 14,0 km norr om Skočice. Trakten runt Skočice består till största delen av jordbruksmark.